# خوان (لاعب كرة قدم مواليد 1937)
خوان (بالإسبانية: Juan Antonio Rodríguez Duflox)‏ هو لاعب كرة قدم إسباني في مركز الوسط، ولد في 10 يناير 1937 في سان سيباستيان في إسبانيا. لعب مع ريال سوسيداد.